# Lasiommata deidamia
Lasiommata deidamia is een vlinder uit de familie Nymphalidae (Aurelia's) en de onderfamilie Satyrinae. De wetenschappelijke naam werd gepubliceerd in 1851 door Eduard Friedrich Eversmann.
De soort komt voor in Europa.